# Jessica (韓裔歌手)
鄭秀妍（羅馬化：Jung Soo Youn，1989年4月18日—），本名Jessica Jung，藝名潔西卡，美籍韓裔女歌手、演員、時尚設計師、小說作家，出生於加利福尼亚州舊金山，曾為韓國女子團體少女時代成員，隊內擔當第二主唱，亦是品牌「BLANC & ECLARE」的创办人、總裁兼創意總監。
2000年前往韓國探親時被SM娛樂發掘，其後返韓成為練習生，訓練時間長達七年零六個內，為隊內訓練時間最長成員。2007年以女子組合少女時代出道，在隊內擔任第二主唱。2014年8月創立品牌BLANC & ECLARE。2014年9月30日潔西卡在個人微博上宣布被SM娛樂通知退出少女時代。2015年8月6日，潔西卡正式與SM娛樂解除合約並離開公司。2016年2月29日與Coridel娛樂簽約，宣布復出韓國歌壇。2016年5月16日發行首張迷你專輯《With Love, J》。2016年12月10日發行第二張迷你專輯《WONDERLAND》。2017年8月9日發行第三張迷你專輯《My Decade》，以紀念出道十週年。2018年5月8日，與美國最大的經紀公司聯合精英經紀公司簽訂專屬合約。
2016年6月14日，官方粉絲名確定為「Golden Stars」，意指潔西卡的粉絲在她艱苦歲月裏像璀璨的星光陪伴着她並為她閃耀。應援物為星形應援手燈。2020年1月31日，潔西卡於Youtube開通個人頻道 （页面存档备份，存于），並稱呼頻道為「Jessica Land」 ，稱呼觀眾為「Sparkles」。頻道內的影片內容以分享日常生活，和粉絲交流為主。
潔西卡的親妹妹為韩国女子組合f(x)成員Krystal。被並稱為‘鄭氏姐妹’。另外，在15歲的時候，還沒出道前在美國的時候就與韓國女演員朴敏英認識了，是超過10年的好友。

## 姓名
潔西卡·秀妍·鄭（Jessica Sooyoun Jung）為她美國加州出生局顯示的本名，其美國護照上顯示為潔西卡·鄭（Jessica Jung）。韓國名字為鄭秀妍（羅馬化：Jung Soo-youn），在2017年台灣演唱會上其公佈本名不是鄭秀妍，而是潔西卡·鄭（Jessica Jung），並以本名潔西卡作為藝名出道。

## 經歷

### 早期生涯
潔西卡出生於加利福尼亚州舊金山，曾透露與Tiffany生於同一家醫院。她的父親是一名拳擊選手，母親是一名體操運動員。潔西卡幼年時期在舊金山成長，能說流利的英語和韓語。在還未被SM娛樂選拔為練習生前一直待在舊金山就讀當地的中小學。
2000年初，年僅11歲的潔西卡跟著家人一起前往韓國旅遊。她跟妹妹鄭秀晶在當地樂天百貨購物廣場逛街時，意外的被在旁的SM娛樂的星探所發掘，並且邀請姊妹倆一起進入公司當練習生。被選拔為練習生後前往韓國，並且轉學到位於首爾市當地的韓國肯特外語學校繼續其學業，跟她同為該校學生的還有少女時代成員Tiffany。經過七年零六個月的練習生時期，潔西卡在2007年8月5日以女子組合少女時代出道，是少女時代裡訓練時間最久的成員。

### 個人歌唱生涯

#### 2007年-2014年：少女時代時期

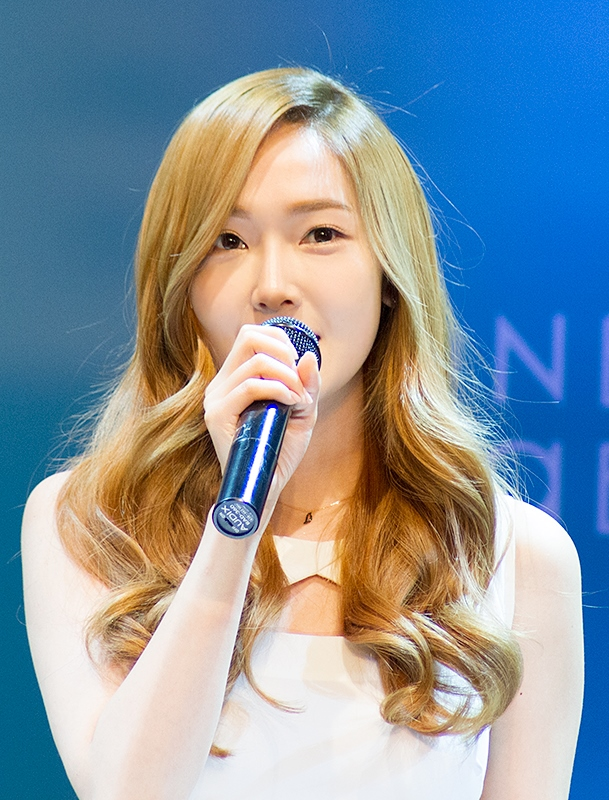
2013年8月31日，潔西卡於一簽名會上

潔西卡於2007年8月5日在SBS《人氣歌謠》以《Into The New World》一曲正式出道。
2008年1月8日，潔西卡跟同為少女時代成員的蒂芬妮、徐玄三人一起為Nexon公司的網路線上遊戲「瑪奇（Mabinogi）」合唱兩首歌曲。第一首《壞男孩（오빠 나빠 ）》為遊戲的插入曲；另一首《太神奇了（It's Fantastic!）》則為此遊戲的主題曲。2008年3月3日，潔西卡獲邀在團體8Eight的歌曲《我愛你（I Love You）》中獻唱，潔西卡雖沒有在此曲的MV影片中演出，她卻是在幕後擔任合聲，此曲最後被收錄在8Eight第二張專輯「Infinity」內。
2009年7月11日，潔西卡參與MBC《無限挑戰》的《奧林匹克歌謠祭》，與朴明洙合唱歌曲〈冷麵〉，並在多個音源排行榜獲得一位，當時在音源排行榜上甚至壓過《說出你的願望（Genie）》，因此獲得了「Team kill sica」的稱號。2009年12月12日，潔西卡亦與同為少女時代成員的太妍、珊妮、秀英及徐玄與男子組合Super Junior成員晟敏、東海、厲旭及圭賢合唱韓國觀光宣傳歌曲《首爾頌》（S.E.O.U.L.）。
2010年5月2日，潔西卡與太妍、珊妮、蒂芬妮、俞利、潤娥及徐玄聯同男子組合2PM合唱加勒比海灣（韓國水上樂園）的廣告歌曲《Cabi》。同年10月13日，潔西卡發布了數位單曲《甜蜜快樂（Sweet Delight）》，此曲為潔西卡獨挑大樑首次獨唱的歌曲。
2011年5月18日，潔西卡為KBS連續劇《浪漫小鎮》主唱劇中的插入歌《淚水溢流（눈물이 넘쳐서）》，甚至被網友票選為OST超過戲劇人氣的代表之一。
2012年1月19日，潔西卡與金振杓為KBS連續劇《暴力羅曼史》合唱插入曲《怎能（어쩜）》。同年8月15日，潔西卡與妹妹f(x)Krystal為SBS連續劇《致美麗的你》合唱插入曲《Butterfly》。9月14日，潔西卡為KBS連續劇《大王之夢》演唱插入曲《心路》。10月14日，潔西卡與同為少女時代成員的珊妮、f(x)成員兼妹妹Krystal及前EXO成員Kris為BoA主演電影《Make Your Move 3D》合唱插入曲《Say Yes》。10月18日，潔西卡代言PYL汽車廣告並演唱廣告曲《My Lifestyle》。
2013年7月2日，潔西卡為tvN連續劇《戀愛操作團：大鼻子情聖》演唱插入曲《The One Like You》。

#### 2014年至今：Solo時期

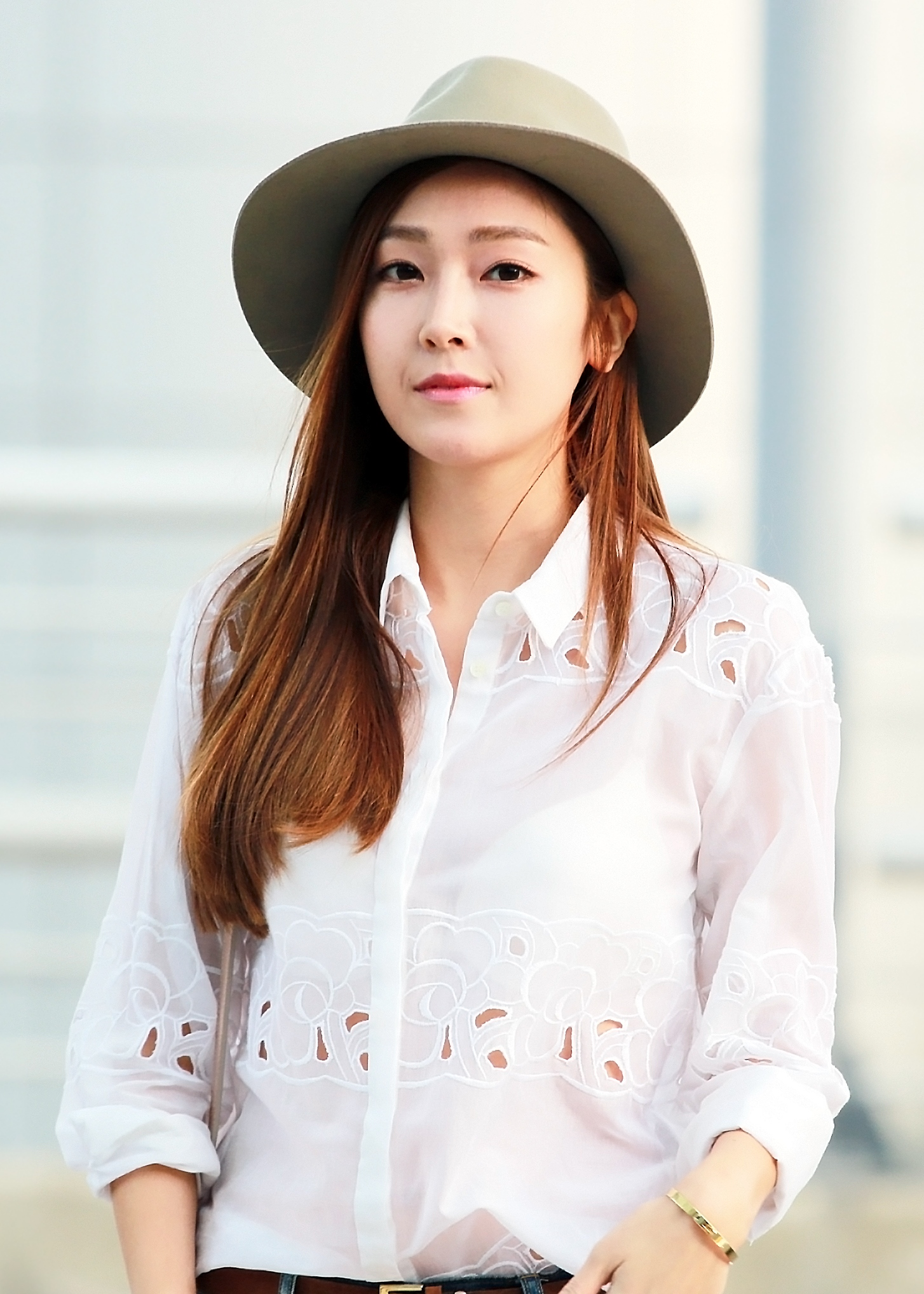
2015年4月23日，潔西卡在仁川國際機場與公眾見面

2014年9月30日，潔西卡於個人新浪微博發文表示，因收到公司的通知，由即日起不再是少女時代的成員，被退出少女時代。
2015年8月6日，潔西卡與SM娛樂解除合約關係並離開SM娛樂。
2016年2月29日，潔西卡與Coridel娛樂簽約重新復出韓國歌壇。2016年5月9日，經紀公司方面公開了潔西卡首張迷你專輯《With Love，J》的封面照片，並於17日正式發行。專輯當中總共收錄六首歌曲，其中有四首由Jessica創作。主打歌《Fly》的內容描寫了勇敢做夢，所有的事情都能夠完成的希望。《LOVE ME THE SAME》也是 Jessica 親自參與詞曲創作的作品，內容含有「隨著時間的流逝，就算不再華麗，你是否也會像現在一樣愛我」的意義。2016年6月1日，舉行了個人的粉絲見面會「Jessica Fan Meeting 2016 Asia Tour In Seoul」。2016年11月30日Coridel娛樂透露潔西卡將發行迷你專輯《WONDERLAND》。12月4日Coridel娛樂在Youtube公佈潔西卡新曲《WONDERLAND》預告片，並於2016年12月10日發行等二張迷你專輯《WONDERLAND》專輯當中總共收錄六首歌曲，其中有四首由Jessica創作。
2022年 參加中國芒果TV節目-乘風破浪 (第三季)，初登場表演拿手歌唱便獲得極大關注，並在節目中獲得高人氣。最終獲得第二名的成績。

### 演藝生涯
2009年11月14日，潔西卡首次出演了音樂劇，在音樂劇《金髮尤物》中擔任劇中的主角艾莉·伍茲（Elle Woods），跟其他老牌韓國演員李荷妮、金貞恩一起同台演出。
2010年3月22日，潔西卡與同為少女時代成員的孝淵、秀英三人客串演出SBS連續劇《Oh! My Lady 愛你喲》，該劇的演員還有蔡琳、及Super Junior成員始源。同年4月19日，潔西卡在SBS連續劇《Oh! My Lady 愛你喲》中客串演出。而後又與同為少女時代成員的珊妮一起為MBC日日情景喜劇《泰熙慧喬智賢》中客串演出，飾演SHINee成員泰民劇中的英文補習老師潔西卡。
2010年5月10日潔西卡在KBS綜藝節目《Happy Birthday》中擔任固定來賓，一直到2010年6月7日潔西卡因日趨忙碌於少女時代的日本出道行程才正式離開該節目。
2012年1月4日，潔西卡更在KBS連續劇《暴力羅曼史》中擔任劇中的第二女主角姜鐘煕，飾演劇中男主角朴茂烈難以忘懷的初戀情人。同年11月28日，潔西卡再次演出音樂劇《金髮尤物》。

### 时尚事業
2014年8月6日，潔西卡在微博上宣布自己的專屬墨鏡品牌「BLANC」即將上市。9月6日，潔西卡與李寧牌運動服飾合作，推出一系列「LI-NING X Jessica」設計商品，並在廣州舉行粉絲見面會，其妹妹Krystal以特別嘉賓出席該活動。10月6日，潔西卡專屬墨鏡品牌「BLANC」公布變更品牌名稱為「BLANC & ECLARE」，潔西卡表示：「雖然ECLARE較預期早了推出，但我對於能把BLANC & ECLARE帶到另一層次感到很驕傲。同時，隨著這個品牌獲得大家的熱列支持，我向大家保證，我們會保持謙虛的態度，努力不斷地尋求多方面的發展和創新。」。
2014年10月15日，與國際慈善團體HELP FOR CHILDREN合作推出「BLANC & ECLARE LOVES GIVING」活動。12月3日，個人品牌推出圍巾系列。「BLANC & ECLARE」的總部將於2015年搬遷到美國紐約。
2016年11月25日，「BLANC & ECLARE」紐約旗艦店於曼克頓SoHo區開幕，並於12月1日舉行開幕派對，潔西卡本人與妹妹Krystal亦有出席。
2018年9月23日，與迪麗熱巴代表亞洲參加米蘭時裝節。
2020年9月30日（韓國地區遲至10月6日），潔西卡出版第一本書《Shine》。故事主角為美籍韓裔的17歲女孩，Rachel Kim，爲了成為K-pop流行歌手而加入韓國最大演藝經紀公司之一的DB Entertainment。公司的規定只有簡單兩點：1. 每天努力練習；2.不能約會，很簡單，對吧？但隨著公司關於決意控制，以及將女孩們商品化的相關醜聞開始發酵．Rachel便思考著是否能在戰場中獲勝，或者以崩潰作為結束？在這時候遇到了迷人的男孩，Jason Lee，讓這一切有了更多發展。

## 文學作品
- 2020年9月30日《Shine》
- 2022年5月 《Bright》

### 雜誌
- 《Marie  claire 美麗佳人》（2024年7月號封面人物）

## 音樂作品

### 迷你專輯
| 專輯 | 專輯資料 | 曲目 |
| 1st  | 《With Love, J》 - 發行日期：2016年5月17日 - 唱片公司：Coridel 娛樂 - 發行公司：Coridel 娛樂 - 銷售量：76,252+ | 曲目 1. Fly (Feat. Fabolous) 2. Falling Crazy in Love 3. Love Me The Same 4. Golden sky 5. Dear Diary                                         |
| 2nd  | 《Wonderland》 - 發行日期：2016年12月10日 - 唱片公司：Coridel 娛樂 - 發行公司：Coridel 娛樂 - 銷售量：39,774+  | 曲目 1. Wonderland 2. Dancing On The Moon 3. Celebrate 4. Beautiful 5. Tonight                                                                |
| 3rd  | 《My Decade》 - 發行日期：2017年8月9日 - 唱片公司：Coridel 娛樂 - 發行公司：Coridel 娛樂 - 銷售量：44,684+     | 曲目 1. Summer Storm 2. Beautiful Mind 3. Saturday Night 4. Love U 5. Starry Night 6. 봄이라서그래                                            |
| 4th  | 《Beep Beep》 - 發行日期：2023年11月22日 - 唱片公司：Coridel 娛樂 - 發行公司：Coridel 娛樂 - 銷售量：49,700+   | 曲目 1. Better Late Than Never 2. Beep Beep 3. Get it? Got it? Good(feat. Amber Liu) 4. Best summer 5. Set Me Free 6. BEEP BEEP (korean ver.) |

### 數位單曲
| 單曲數位 | 單曲資料 | 曲目 |
| 1st      | 《因為是春天》 - 發行日期：2017年4月18日 - 唱片公司：Coridel 娛樂 - 發行公司：Coridel 娛樂 - 此為潔西卡送給粉絲的生日單曲                          | 曲目 1. 因為是春天 2. 因為是春天 (Inst.)                                                                                    |
| 2nd      | 《One More Christmas》 - 發行日期：2018年12月14日 - 唱片公司：Coridel 娛樂 - 發行公司：Coridel 娛樂 - amuse廣告曲                                  | 曲目 1. One More Christmas                                                                                                  |
| 3rd      | 《Call Me Before You Sleep》 - 發行日期：2019年9月26日 - 唱片公司：Municon - 發行公司：Interpark Corporation - 韓日版分別與Giriboy和CrazyBoy合作曲 | 曲目 1. Call Me Before You Sleep feat. CrazyBoy 2. Call Me Before You Sleep feat. Giriboy 3. Call Me Before You Sleep Inst. |

### 數位迷你專輯
| 單曲數位 | 單曲資料 | 曲目 |
| 1st      | 《Wonderland NHR Remix》 - 發行日期：2017年7月21日 - 唱片公司：Coridel 娛樂 - 發行公司：Coridel 娛樂 - 和NHR、的勝利合作 | 曲目 1. Wonderland (Ferry Remix) 2. Wonderland (Ferry VIP Remix) 3. Wonderland ( Remix) 4. Wonderland (TPA Remix) 5. Fly (Beatrappa Remix) 6. Dancing On The Moon (Beatrappa Remix) |

### OST
| 發佈日期       | 歌曲名稱           | 電視劇/電影名稱                                    | 合唱歌手                 |
| 2007年11月22日 | Touch the Sky      | SBS《尋找兒子三萬里》                              | 太妍、珊妮、蒂芬妮、徐玄 |
| 2008年1月28日  | 小船               | KBS 2《快刀洪吉童》                                | 太妍、珊妮、蒂芬妮、徐玄 |
| 2008年8月1日   | It's Fantastic     | Nexon網路線上遊戲《瑪奇》                          | 蒂芬妮、徐玄             |
| 2008年9月17日  | Day By Day         | MBC《貝多芬病毒》                                  | 太妍、珊妮、蒂芬妮、徐玄 |
| 2010年8月9日   | 我的朋友海治       | SBS卡通《我的朋友海治》                            | 太妍、珊妮、蒂芬妮、徐玄 |
| 2011年5月18日  | 止不住的淚         | KBS 2《浪漫小鎮》                                  | 不適用                   |
| 2012年1月19日  | what to do         | KBS 2《暴力羅曼史》                                | 金振彪                   |
| 2012年8月15日  | Butterfly          | SBS《致美麗的你》                                  | Krystal                  |
| 2012年9月7日   | 心路               | KBS 1《大王之夢》                                  | 不適用                   |
| 2013年7月2日   | 叫做你的那個人     | tvN《戀愛操作團：大鼻子情聖》                      | 不適用                   |
| 2014年4月7日   | Cheap Creeper      | 電影《Make Your Move 3D》                          | 太妍、珊妮、蒂芬妮、徐玄 |
| 2014年4月7日   | Say Yes            | 電影《Make Your Move 3D》                          | Kris、Krystal            |
| 2016年7月24日  | Love! Love! Aloha! | 電影《那件瘋狂的小事叫愛情》                       | 陳偉霆                   |
| 2021年8月27日  | Can’t sleep        | Lifetime 實境秀 《Jessica & Krystal US Road trip》 | 不適用                   |

### 其他歌曲
| 發佈日期       | 歌曲名稱      | 備註                         | 合唱歌手                                 |
| 2008年4月7日   | 壞哥哥        | RoomMate音源單曲《壞哥哥》   | 蒂芬妮、徐玄                             |
| 2008年4月18日  | 抓起手        | 2008 SBS 希望 TV24           | 蒂芬妮                                   |
| 2008年5月8日   | Haptic Motion | 三星Anycall手機Haptic廣告歌  | 太妍、珊妮、蒂芬妮、徐玄                 |
| 2008年6月20日  | I Love You    | 8Eight單曲《I Love You》     | 8Eight                                   |
| 2009年7月13日  | 冷麵          | 無限挑戰奧林匹克歌謠祭       | 朴明秀                                   |
| 2009年12月15日 | SEOUL         | 韓國首爾觀光宣傳歌曲         | 太妍、珊妮、徐玄、晟敏、東海、厲旭、圭賢 |
| 2010年5月20日  | Cabi Song     | 韓國水上樂園加勒比海灣廣告歌 | 太妍、珊妮、蒂芬妮、徐玄、2PM            |
| 2010年10月13日 | Sweet Delight | SPC集團形象宣傳              | 不適用                                   |
| 2012年10月31日 | My Lifestyle  | PYL 現代汽車代言             | Dok2                                     |

## 影視作品
註：以少女時代身分參與的請詳見少女時代影視作品列表

### 電視劇
| 日期                          | 電視台     | 電視劇名稱         | 角色         | 性質   | 集數      |
| 2007年8月18日 - 2008年1月27日 | MBC        | 蘿蔔泡菜           | 少女時代     | 客串   | 第9集     |
| 2007年11月5日－2008年5月30日  | MBC        | 無法阻擋的婚姻     | 佛光洞七公主 | 客串   | 第9集     |
| 2009年3月2日－2009年9月4日    | MBC        | 泰熙慧喬智賢       | 英文補習老師 | 客串   | 第126集   |
| 2010年1月2日                  | 富士電視台 | 海螺小姐3          | 美少女們     | 客串   | 第3集     |
| 2010年3月22日 - 2010年5月11日 | SBS        | Oh! My Lady 愛你喲 | 大明星       | 客串   | 第7集     |
| 2012年1月4日－2012年2月23日   | KBS        | 暴力羅曼史         | 姜棕熙       | 女二號 | 第7－16集 |

### 電影
| 上映日期      | 電影名稱             | 角色     | 性質   |
| 2016年8月12日 | 那件瘋狂的小事叫愛情 | 羅倩倩   | 女主角 |
| 2016年9月15日 | Two Bellmen Three    | Mina Kim | 女配角 |
| 2017年8月4日  | 我是马布里           | 楊晨     | 女主角 |

### 音樂劇
| 演出日期                      | 音樂劇名稱     | 演出角色   |
| 2009年11月14日－2010年3月14日 | Legally Blonde | Elle Woods |
| 2012年11月17日－2013年3月17日 | Legally Blonde | Elle Woods |

### 音樂錄影帶(MV)
| 年份           | MV                           | 歌手                   | 官方影片                            |
| 2007年10月15日 | 《遲來的愛》                 | 金朝瀚                 | YouTube上的遲來的愛                 |
| 2009年9月24日  | 《Super Girl》               | Super Junior-M         | YouTube上的Super Girl               |
| 2009年12月19日 | 《SEOUL》                    | Super Junior、少女時代 | YouTube上的SEOUL                    |
| 2012年3月22日  | 《Sherlock (Clue + Note)》   | SHINee                 | YouTube上的Sherlock (Clue + Note)   |
| 2016年5月16日  | 《Fly (Feat.Fabolous)》      | Jessica                | YouTube上的FLY (Feat. Fabolous)     |
| 2016年5月18日  | 《Love Me The Same》         | Jessica                | YouTube上的LOVE ME THE SAME         |
| 2016年12月9日  | 《WONDERLAND》               | Jessica                | YouTube上的WONDERLAND               |
| 2017年4月17日  | 《봄이라서 그래》            | Jessica                | YouTube上的봄이라서 그래            |
| 2017年8月9日   | 《Summer Storm》             | Jessica                | YouTube上的SUMMER STORM             |
| 2017年8月31日  | 《STARRY NIGHT》             | Jessica                | YouTube上的STARRY NIGHT             |
| 2018年12月14日 | 《One More Christmas》       | Jessica                | YouTube上的ONE MORE CHRISTMAS       |
| 2019年9月26日  | 《Call Me Before You Sleep》 | Jessica                | YouTube上的Call Me Before You Sleep |

### 專屬節目
- 2014年 《Jessica & Krystal》與f(x)鄭秀晶演出（2014年6月3日－8月5日）
- 2021年 Lifetime 《Jessica & Krystal US Road Trip》與f(x)鄭秀晶演出 (2021年9月28日首播)

### 節目主持
- 2016年 KBS《Beauty Bible 2016 S/S》與Rainbow金栽經共同主持（2016年4月15日－2016年7月1日）

### 固定节目
- 2010年 KBS《Happy Birthday》（2010年5月10日—2010年6月7日）

## 綜藝節目

### 固定綜藝節目
| 年份   | 播放平台 | 節目名稱            | 備註               |
| 2016年 | 湖南衛視 | 全員加速中          | 終極加速賽         |
| 2022年 | 湖南衛視 | 乘风破浪 (第三季)   | 全期               |
| 2022年 |          | 突襲訓練室          | 第11期             |
| 2022年 |          | 聲聲如夏花          | 全期               |
| 2022年 |          | 樂隊的海邊          | 第1-3期 & 第6-10期 |
| 2023年 | 優酷     | 了不起舞社第二季    | 主理人之一         |
| 2023年 | 浙江衛視 | 天賜的聲音 (第四季) | 第5-8期            |

## 演唱會
- 粉絲見面會

| 日期          | 站次 | 地點                                                                        |
| 2014年9月6日  | 中國 | 廣州中山紀念堂                                                              |
| 2015年4月11日 | 首爾 | 成均館大學 New Millenium Hall ( Jessica's Birthday Party "HAPPY TOGETHER" ) |
| 2015年5月23日 | 泰國 | Jessica Sweet Day In Thailand 2015 The First Official Fan Meeting           |
| 2016年4月17日 | 首爾 | 西江大學 Mary Hall (JESSICA'S 28TH BIRTHDAY PARTY)                          |
| 2017年4月15日 | 首爾 | 梨花女子大學 Samsung Hall (JESSICA'S 29TH BIRTHDAY PARTY)                   |
| 2018年4月7日  | 首爾 | 西江大學 Mary Hall (JESSICA'S 30TH BIRTHDAY)                                |

- Jessica 1st Premium Live Showcase

| 日期          | 站次   | 地點                           |
| 2016年6月1日  | 首爾站 | Blue Square Samsung Card Hall  |
| 2016年6月11日 | 曼谷站 | BCC Hall Central Plaza Ladprao |
| 2016年6月18日 | 台北站 | 台大體育館                     |
| 2016年6月27日 | 橫濱站 | Yokohama Pacifico              |

- 2016 Jessica Fans Meeting

| 日期          | 站次   | 地點             |
| 2016年11月5日 | 上海站 | 上海國際體操中心 |

- 2017 Jessica First Mini Concert - On Cloud Nine

| 日期           | 站次   | 地點                          |
| 2017年7月29日  | 台北站 | 台北國際會議中心              |
| 2017年8月13日  | 首爾站 | Blue Square Samsung Card Hall |
| 2017年8月22日  | 大阪站 | ORIX Theater                  |
| 2017年8月24日  | 東京站 | 東京國際會議中心 A廳          |
| 2017年10月15日 | 香港站 | (因八號風球、後取消)          |
| 2018年1月27日  | 曼谷站 | Impact Arena                  |
| 2018年3月3日   | 澳門站 | 澳門新濠影滙綜藝館            |

- Jessica Second Mini Concert - Golden Night

| 日期           | 站次   | 地點             |
| 2018年10月21日 | 台北站 | 台北國際會議中心 |

- 生日見面會 - Jessica's White Night

| 日期          | 站次   | 地點       |
| 2019年4月20日 | 澳門站 | 澳門百老匯 |

- XOXO Jessica Jung Fan Meeting

| 日期           | 站次   | 地點                      |
| 2019年10月2日  | 東京站 | 新宿文化センター 大ホール |
| 2019年10月19日 | 台北站 | 台大體育館一樓            |
| 2019年10月27日 | 曼谷站 | IMPACT EXHIBITION HALL 5  |

- 鄭秀妍鑽石夢想巡迴演唱會

| 日期           | 站次     | 地點                         |
| 2023年11月25日 | 澳門站   | 澳門新濠影滙綜藝館           |
| 2023年12月16日 | 新加坡站 | 聖淘沙名勝世界會議中心宴會廳 |
| 2024年1月13日  | 吉隆坡站 | Mega Star Arena              |
| 2024年4月21日  | 台北站   | 台大體育館一樓               |
| 2024年8月31日  | 曼谷站   | IMPACT EXHIBITION HALL 5     |

- Jessica其他演唱會

| 日期           | 演唱會名稱                                           | 舉行地點                        |
| 2016年12月13日 | JESSICA‘WINTER WONDERLAND’SHOWCASE                   | 梨花女子大學 Samsung Hall       |
| 2017年6月24日  | Saigon Water World Festival (outdoor music festival) | 胡志明市 Saigon Water World     |
| 2017年7月1日   | SHINE Festival 2017                                  | 新加坡orchard road              |
| 2017年12月31日 | 2018飛躍桃園直達美好跨年晚會                         | 桃園藝文廣場                    |
| 2023年3月4日   | 虎牙直播星盛典非凡之夜                               | 中國澳門威尼斯人金光綜藝館      |
| 2024年7月7日   | 7-ELEVEN高雄啤酒音樂節                               | 高雄夢時代正對面廣場 feat告五人 |
| 2025年9月7日   | JESSICA “Star 2 Star” SPECIAL NIGHT IN TAIPEI        | 台北國際會議中心                |

## 演唱會嘉賓
- 2023年9月24日擔任王心凌Sugar High 世界巡迴演唱會嘉賓

## 獎項

### 大型頒獎獎項
| 年份   | 受賞式                    | 獎項                            | 提名項目              | 結果 |
| ------ | ------------------------- | ------------------------------- | --------------------- | ---- |
| 2012年 | 第3屆年度Barbie & Ken大賞 | Korean Barbie                   | 不適用                | 獲獎 |
| 2012年 | SBS MTV Best of the Best  | 最佳客串                        | SHINee〈Sherlock〉    | 提名 |
| 2013年 | 第7屆音樂劇大賞           | 音樂劇人氣明星大賞              | 《Legally Blonde》    | 獲獎 |
| 2013年 | 首爾國際電視劇大賞        | 韓流劇集OST賞（與Krystal）      | 〈Butterfly〉         | 提名 |
| 2014年 | Style Icon Awards         | Top 10 Style Icons（與Krystal） | 《Jessica & Krystal》 | 提名 |
| 2014年 | 觀瀾湖世界名人慈善賽      | 人氣獎                          | 不適用                | 獲獎 |
| 2014年 | 觀瀾湖世界名人慈善賽      | 紅毯最佳著裝獎                  | 不適用                | 獲獎 |
| 2014年 | YAHOO!搜尋人氣大獎        | 年度熱搜韓國女藝人獎            | 不適用                | 獲獎 |
| 2014年 | YAHOO!搜尋人氣大獎        | 年度亞洲熱搜藝人獎              | 不適用                | 獲獎 |
| 2014年 | 搜狐時尚盛典              | 年度亞洲時尚偶像獎              | 不適用                | 獲獎 |
| 2015年 | YAHOO!搜尋人氣大獎        | 年度熱搜韓國藝人獎              | 不適用                | 獲獎 |
| 2016年 | 第4屆音悦V榜年度盛典      | 韩国年度風向藝人獎              | 不適用                | 獲獎 |
| 2017年 | 2017 Fashionista Awards   | Global Icon                     | 不適用                | 提名 |

#### 音樂節目獎項
| 日期          | 電視台 | 節目名稱   | 歌曲         | 排名       |
| 2013年7月12日 | KBS 2  | Music Bank | 叫你的那個人 | OST榜－4位 |

#### 主要音樂節目榜單排名
| 主打歌曲成績                                     | 主打歌曲成績       | 主打歌曲成績          | 主打歌曲成績        | 主打歌曲成績     | 主打歌曲成績         | 主打歌曲成績                | 主打歌曲成績 | 主打歌曲成績 |
| 專輯                                             | 歌曲               | Mnet 《M! Countdown》 | KBS2 《Music Bank》 | SBS 《人氣歌謠》 | SBS MTV 《THE SHOW》 | MBC MUSIC 《Show Champion》 | 備註         |              |
| 2016年                                           | 2016年             | 2016年                | 2016年              | 2016年           | 2016年               | 2016年                      | 2016年       | 2016年       |
| ------------------------------------------------ | ------------------ | --------------------- | ------------------- | ---------------- | -------------------- | --------------------------- | ------------ | ------------ |
| With Love, J                                     | Fly(Feat.Fabolous) | /                     | 3                   | 3                | /                    | 3                           |              |              |
| WONDERLAND                                       | WONDERLAND         | /                     | 14                  | /                | /                    | /                           |              |              |
| \| - 「/」表示未有相關資料 \| - 「*」：打榜中 \| |                    |                       |                     |                  |                      |                             |              |              |
| - 「/」表示未有相關資料                          | - 「*」：打榜中    |                       |                     |                  |                      |                             |              |              |

### 個人榮譽
| 年份   | 獲獎項目 |
| 2009年 | - 今年成年的明星中最高的升值股五位 - 想在雨中約會的歌手第1名 - 有高傲魅力的女星四位 - 最想看到試球樣子的女歌手一位 - 演藝界STAR血統一位 - 初雪那天最想和她約會的女明星一位 |
| 2010年 | - 韓國女飯投票選出最喜歡的女組合明星一位 - 如果變胖的話更漂亮女藝人一位 - 最適合金發的演藝人一位 - 最像吸血鬼的韓國女孩二位 - 成為英語翻譯能成功的女藝人二位 - 女子流行組合中最苗條的成員一位 - 下雪天想與之約會的女明星一位                                                                      |
| 2011年 | - Bugs音源網評選的人氣OST一位止不住的淚水 - “螞蟻腰身”的藝人第2名 - 最受日本粉絲喜愛少女時代成員一位 - TC Candler全球100張最美面孔第45位 |
| 2012年 | - 最佳衣著品味的女偶像一位 - 偶像總統第6名 - 韓國演員的少女組合成員best3 - 時尚愛豆八位 - 女Idol理想型排名12位 - 不能阻擋的家族愛，出傳聞的偶像家族BEST2位 - 最適合拍攝恐怖電影六位 - 大韓民國偶像TOP100第7名 - TC Candler 全球一百張最美面孔第5位                                                |
| 2013年 | - 2013亞洲十美二位 - 韓國票選出亞 洲最美女神第3名 - 韓國身材最辣女偶像二位 - 韓國媒體票選公認最會穿衣的女團成員 - TC Candler 全球一百張最美面孔第20位 |
| 2014年 | - 擁有反轉魅力的偶像3位 - 最強美貌idol五位 - TC Candler 全球一百張最美面孔第35位 |
| 2015年 | - [Mnet]2015年度之最時尚明星一位 - [Mnet]你最想買哪位韓星設計的商品二位 - IDOL GOT10大勢愛豆第一名 - tvN 2015明星CEO 6位 - 韓國女歌手百度年度搜索指數排名一位 - H&M雜誌評選出的最具影響力韓星4位（譽為韓國的米蘭達可兒） - 2014GRAZIA年度時尚日韓榜紅榜一位 - TC Candler 全球一百張最美面孔第57位 |
| 2016年 | - KPOP最美面孔第9位 - TC Candler 全球一百張最美面孔第49位 - 2015微博之星年度韓星冠軍 - tvN收入過億的新興財閥五位 |
| 2017年 | - KPOP最美面孔第26位 - TC Candler 全球一百張最美面孔第69位 |

## 公益活動
- 2024 Pink Power taiwan 乳癌防治宣傳公益大使

## 外部連結
- Jessica的新浪微博
- Jessica郑秀妍工作室的新浪微博
- Jessica的Instagram帳戶
- Jessica的抖音账号
- Jessica的小红书账号
- YouTube上的Jessica頻道